# Thaikkudam Bridge

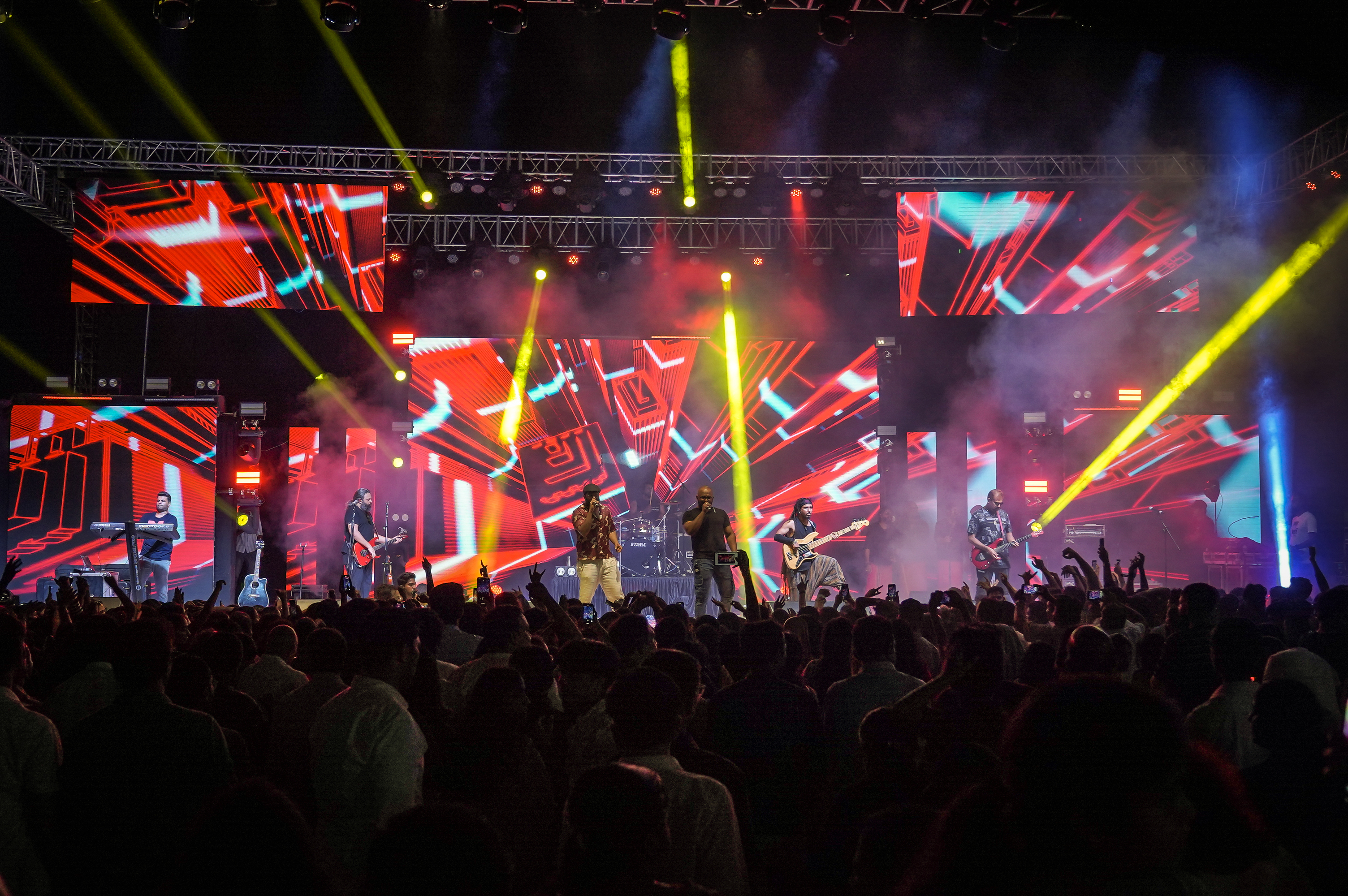
Thaikkudam Bridge actuando en Rider Mania Goa.

Thaikkudam Bridge (en español: Puente Thaikkudam) es una banda de género rock de la India, formada en Cochín en 2013, integrada por músicos que se unieron por primera vez para un espectáculo denominado "La música Mojo" que fue transmitido por un canal en lengua malayalam de la red Kappa TV. Fue cuando los primos Govind Menon y Menon Siddharth, tuvieron la oportunidad de actuar en este espectáculo, en la que reunieron a artistas amigos de Kerala y Mumbai, para realizar con ellos un concierto. Desde el más antiguo miembro de la banda Peethambaran Menon (voz, y también el padre de Govind Menon), los más jóvenes Abin thej (batería), trabajaron juntos con seriedad para producir su música con el tema musical titulado 'Melody'. Las canciones que realizaron, fue inmediatamente conectado con Malayalis para todo el mundo. Interpretaron temas musicales cantados en Malayalam, Tamil, Hindi e Inglés. También han compuesto dos temas musicales titulados 'Fish Rock' y 'Shiva'.

## Origen del nombre
Cuando se les preguntó acerca de cómo dieron el nombre a la banda, Govind Menon dijo: "Solíamos ensayar en un apartamento cerca del puente de Thaikkudam". La idea de llamar a la banda con este nombre fue de Piyush Kapoor.

## Estilo musical
La música de la banda se popularizó mayormente a través de sitios de redes, de medios sociales y YouTube. Ha crecido hasta convertirse en una de las bandas más populares de Kerala. Después de que Avial procedía de Kerala, los jóvenes se encontraron con la música de 'Thaikkudam Bridge', a pesar de que no se clasificó específicamente en otros géneros musicales com el pop/ ock/ metal y entre otros. Los medios de comunicación se asombraron al ver el crecimiento repentino de una música surgida en Kerala, pues Thaikkudam Bridge hizo historia a su propio estilo, por su contribución en la industria de la música de Kerala y la influencia que ha tenido en su audiencia.

## Canciones
| Canción               | Vocalistas                                                         |
| --------------------- | ------------------------------------------------------------------ |
| Nostalgia             | Siddharth Menon , Govind Menon, Vipin Lal, Christine Jose          |
| Malayalam Medley      | Vipin Lal                                                          |
| Ilayaraja Medley      | Vipin Lal and Christine Jose                                       |
| Haq Allah             | Krishna Bongnane and Nila Madhav Mohapathra                        |
| Jam                   | Krishna Bongnane, Nila Madhav Mohapathra, Piyush Kapoor, Vipin Lal |
| Aisa Koi              | Siddharth Menon                                                    |
| Rahman Medley         | Siddharth Menon                                                    |
| Beat it               | Piyush Kapoor                                                      |
| Aerials               | Piyush Kapoor                                                      |
| Thekkum Kooradiyathil | Peethambaran Menon                                                 |
| Chekele               | Anish Krishnan                                                     |

### Canciones originales
Fish Rock: 
Vocals: Govind Menon
Backing Vocals: Siddharth Menon 
Vipin Lal & Christin Jose
Guitars: Mithun Raju & Ashok Nelson
Bass And Rap: Vian Fernandes
Keyboard: Ruthin Thej
Drums: Abin Thej
Turn Table: Amith Bal
Lyrics:  Dhanya Menon
Composed And Produced: Govind Menon
Mixed And Mastered: Rajan Ks.
Shiva: 
Vocals: Krishna Bongane & Nila Madhav Mohapatra
Backing Vocals: Govind Menon And Vipin Lal
Lyrics: Gajanan Mitke
Guitar: Mithun Raju
Drums: Abin Thej
Keyboard: Ruthin Thej
Composed And Produced: Govind Menon
Mixed And Mastered: Rajan Ks.